# Paços (Sabrosa)
Paços ist eine Gemeinde (Freguesia) im portugiesischen Kreis Sabrosa. In ihr leben 676 Einwohner (Stand 19. April 2021).